# Liste der Monuments historiques in Pierre-Levée
Die Liste der Monuments historiques in Pierre-Levée führt die Monuments historiques in der französischen Gemeinde Pierre-Levée auf.

## Liste der Objekte
Zum Verständnis siehe: Kirchenausstattung
| Bezeichnung                 | Beschreibung                                   | Standort | Kennzeichnung | Schutzstatus | Datum | Bild |
| --------------------------- | ---------------------------------------------- | -------- | ------------- | ------------ | ----- | ---- |
| Abschluss der Marienkapelle | Holz, 16. Jahrhundert; in der Kirche St-Claude | (Lage)   | PM77002169    | Classé       | 1996  |      |
| Altar                       | Holz, 16. Jahrhundert; in der Kirche St-Claude | (Lage)   | PM77001347    | Classé       | 1908  |      |